# Kurt Sanderling

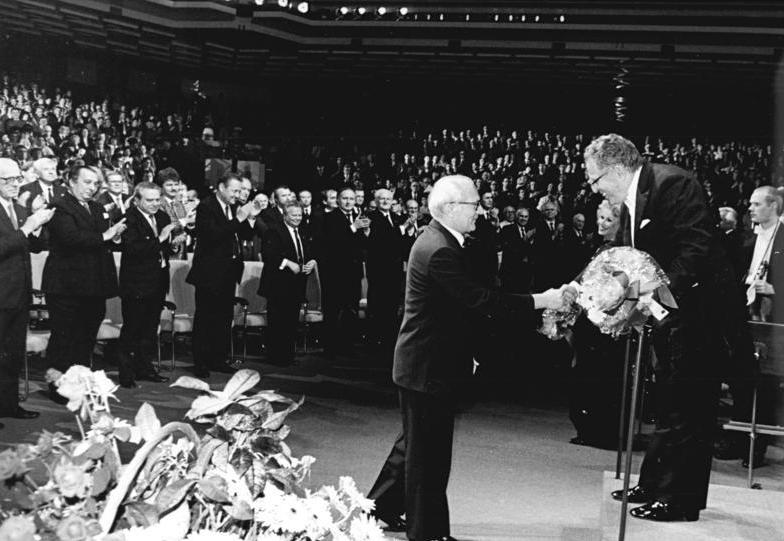
Kurt Sanderling en Erich Honecker in 1987 tijdens het feest ter ere van het 750-jarig bestaan van Berlijn

Kurt Sanderling (Arys (Oost-Pruisen), 19 september 1912 – Berlijn,  17 september 2011) was een Duits dirigent.

## Biografie
Sanderling studeerde piano en orkestdirectie aan de conservatoria van Koningsbergen en Berlijn. Hij werd vervolgens in 1933 repetitor bij de Staatsopera Berlijn, de huidige Deutsche Oper Berlin. Twee jaar later, nadat de nationaalsocialisten aan de macht waren gekomen, moest hij die positie opgeven vanwege zijn Joodse afkomst.
Aanvankelijk was hij werkzaam bij een Joodse culturele instelling, maar in 1936 werd hij gedwongen het land te verlaten. Aanvankelijk lokte een positie in New York, uiteindelijk koos hij voor de Sovjet-Unie. Hij werd assistent-dirigent van het Radio Symfonie Orkest van Moskou en werd in 1939 benoemd tot dirigent in Charkov. In 1941 kwam zijn grote kans. Hij werd benoemd tot tweede dirigent, naast Jevgeni Mravinski van het Leningrad Philharmonisch Orkest. Hij dirigeerde er veel Russische muziek, ook van Dmitri Sjostakovitsj, met wie hij na een eerste ontmoeting in 1943 bevriend raakte. Sanderlings successen in het toenmalige Leningrad verhinderden echter zijn terugkeer naar Duitsland. De Sovjet-autoriteiten verboden hem de terugkeer. Pas in 1960 kreeg hij de mogelijkheid om naar (Oost-) Berlijn te gaan. Hier werd hij chef-dirigent van het Berliner Sinfonie Orchester, de Oost-Berlijnse tegenhanger van de beroemde Berliner Philharmoniker. Hij vervulde die post tot 1977 en was bovendien, van 1964 tot 1967, chef van de Staatskapelle Dresden. 
In die periode maakte hij ook buitenlandse reizen die hem niet alleen binnen het 'Oostblok' hielden. Hij maakte zijn debuut in Groot-Brittannië in 1970, waar hij inviel voor een zieke Otto Klemperer en dirigeerde ook in veel andere West-Europese landen. In 1980 gaf hij een serie uitvoeringen van de symfonieën van Beethoven met het Philharmonia Orchestra, dat hem later benoemde tot hun eredirigent. 
Sanderling bleef tot op hoge leeftijd actief en dirigeerde ook in Nederland. Zowel bij het Koninklijk Concertgebouworkest als het Rotterdams Philharmonisch Orkest vervulde hij talrijke gastdirigaten. Sjostakovitsj was daarbij een van zijn specialiteiten; in mindere mate ook Bruckner en Mahler.
Hij bracht zijn activiteiten geleidelijk terug en in 2002 nam hij afscheid van het podium.
Drie van zijn kinderen, Thomas, Stefan en Michael zijn ook actief als dirigent.

## Opnamen
Kurt Sanderling maakte veel plaatopnamen. In de jaren vijftig nam hij met het Leningrader orkest de tweede symfonie van Rachmaninov op, terwijl ook Romeo en Julia van Tsjaikovski een beroemde opname werd.
In zijn DDR-periode nam hij veel standaardrepertoire op voor het nationale platenlabel Eterna.
Uit zijn latere jaren zijn vermeldenswaardig zijn opnamen van Beethovens symfonieën met het Philharmonia, en diens pianoconcerten met Mitsuko Uchida: de eerste vier met het Koninklijk Concertgebouworkest en het vijfde met het Symphonieorchester des Bayerischen Rundfunks.